# Незабудине (село)
Незабуди́не — село в Україні, у Святовасилівській сільській територіальній громаді Дніпровського району Дніпропетровської області. Населення — 480 мешканців.

## Географія
Село Незабудине знаходиться на одному з джерел річки Любимівка, на відстані 1 км від села Хижине і за 2 км від селища Незабудине та залізничної станції Незабудине. По селу протікає висихний струмок з загатою.

## Населення

### Мова
Розподіл населення за рідною мовою за даними перепису 2001 року:
| Мова                | Відсоток |
| ------------------- | -------- |
| українська          | 94,8 %   |
| російська           | 2,9 %    |
| молдовська          | 1,5 %    |
| інші/не визначилися | 0,8 %    |

## Інтернет-посилання
- Погода в селі Незабудине [Архівовано 18 грудня 2015 у Wayback Machine.]

1. ↑  Рідні мови в об'єднаних територіальних громадах України — Український центр суспільних даних